# Кондратьєв Григорій Іванович
Григорій Іванович Кондратьєв (21 січня 1912, село Вторая Лєсная Казанської губернії, тепер село Ісменці Звениговського району, Марій Ел, Російська Федерація — 14 квітня 1993, місто Йошкар-Ола, Марій Ел, Російська Федерація) — радянський діяч, 1-й секретар Марійського обласного комітету ВКП(б), голова Ради міністрів Марійської АРСР. Депутат Верховної ради РРФСР 4-го скликання. Депутат Верховної ради СРСР 2-го, 3-го, 5-го, 6-го скликань.

## Біографія
Народився в селянській родині. З 1928 до 1930 року працював у колгоспі. У 1930 році закінчив курси при Горномарійському педагогічному технікумі.
У 1930—1935 роках — вчитель, завідувач школи; інструктор виконавчого комітету районної ради.
З 1935 року — на комсомольській роботі в Звениговському районі Марійської АРСР.
Член ВКП(б) з 1937 року.
У 1937—1938 роках — завідувач відділу, 2-й секретар Марійського обласного комітету ВЛКСМ.
У 1938—1939 роках — 1-й секретар Марійського обласного комітету ВЛКСМ.
У 1939—1940 роках — інструктор, завідувач відділу Марійського обласного комітету ВКП(б).
У 1940—1942 роках — 1-й заступник голови Ради народних комісарів Марійської АРСР. З жовтня 1941 до січня 1942 року — начальник військово-польового будівництва № 9 на лівому березі Волги.
У 1942—1943 роках — секретар Марійського обласного комітету ВКП(б).
У 1943—1945 роках — 2-й секретар Марійського обласного комітету ВКП(б).
У 1945 — вересні 1948 року — голова Ради народних комісарів (з 1946 року — Ради міністрів) Марійської АРСР.
У вересні 1948 — 4 жовтня 1951 року — 1-й секретар Марійського обласного комітету ВКП(б). Одночасно, з вересня 1948 до 1950 року — 1-й секретар Йошкар-Олинського міського комітету ВКП(б).
У 1951—1954 роках — слухач Вищої партійної школи при ЦК ВКП(б) (КПРС).
У 1954—1964 роках — голова Ради міністрів Марійської АРСР.
У 1964—1967 роках — начальник Управління друку при Раді міністрів Марійської АРСР.
З 1967 року — персональний пенсіонер.
Помер 14 березня 1993 року в місті Йошкар-Олі. Похований на Туруновському цвинтарі.

## Нагороди
- два ордени Леніна (1946, 1951)
- орден «Знак Пошани» (1962)
- медаль «За трудову доблесть» (1959)
- медалі
- Почесна грамота Президії Верховної ради Марійської АРСР (1942, 1962)